# Oleandra articulata
Oleandra articulata är en ormbunkeart som först beskrevs av Olof Peter Swartz, och fick sitt nu gällande namn av Karel Presl. Oleandra articulata ingår i släktet Oleandra och familjen Oleandraceae. Inga underarter finns listade.